# Leptadenia
A Leptadenia a tárnicsvirágúak (Gentianales) rendjébe, ezen belül a meténgfélék (Apocynaceae) családjába tartozó nemzetség.

## Előfordulásuk
A Leptadenia-fajok Afrikában, Madagaszkáron, Ázsia délnyugati részén és Indiában fordulnak elő.

## Rendszerezés
A nemzetségbe az alábbi 5 faj tartozik:
- Leptadenia arborea (Forssk.) Schweinf.
- Leptadenia lancifolia (Schumach. & Thonn.) Decne.
- Leptadenia madagascariensis Decne.
- Leptadenia pyrotechnica (Forssk.) Decne.
- Leptadenia reticulata (Retz.) Wight & Arn.

## Fordítás
- Ez a szócikk részben vagy egészben  a   Leptadenia című angol Wikipédia-szócikk ezen változatának fordításán alapul.  Az eredeti cikk szerkesztőit annak laptörténete sorolja fel. Ez a jelzés csupán a megfogalmazás eredetét és a szerzői jogokat jelzi, nem szolgál a cikkben szereplő információk forrásmegjelöléseként.